# Isoparaffine
Les solvants isoparaffiniques ou paraffiniques sont appréciés pour certains processus industriels car presque sans odeur et caractérisés par un point d'écoulement très bas (inférieur à 50 °C), une faible tension superficielle, une forte tension interfaciale et une faible conductivité électrique. Ce sont des dérivés pétroliers qui peuvent contenir des traces (de l'ordre de quelques dizaines de ppm) de composés aromatiques, de benzène. 
Nota : la « n-paraffine » ou « paraffine normale » est l'ancienne dénomination des alcanes linéaires, alors que les iso-paraffines sont les alcanes ramifiés.

## Utilisations
Leurs propriétés les rendent intéressant comme solvant ou diluant sans odeur pour les peintures (peintures alkydes) et ils sont utilisés pour la synthèse de polyoléfines, ou encore pour fabriquer des résines (résines alkydes). Ils sont aussi utilisés pour certains types de travail des métaux (comme liquide de coupe ou d'électroérosion) ou pour l'emboutissage (fluide de protection).
Ils sont utilisés par l'industrie pour produire des savons pour les mains ; des produits ménagers ; des aérosols ; des produits pour photocopieurs et l'imprimerie (encres sans odeur compatibles avec les emballages aptes au contact alimentaire et conformes au règlement FDA 21 CFR-178.3350 américain sur les hydrocarbures isoparaffiniques synthétiques. Parce que sans odeurs, ils servent aussi de combustibles inodores pour poêle à pétrole.
En 1993, une thèse a montré que l'adjonction d'isoparaffines dans la pâte à papier peut en faciliter le pressage et le séchage, et donc être source d'économies d'énergie pour la fabrication du papier.